# Friedrich Ludwig Schröder

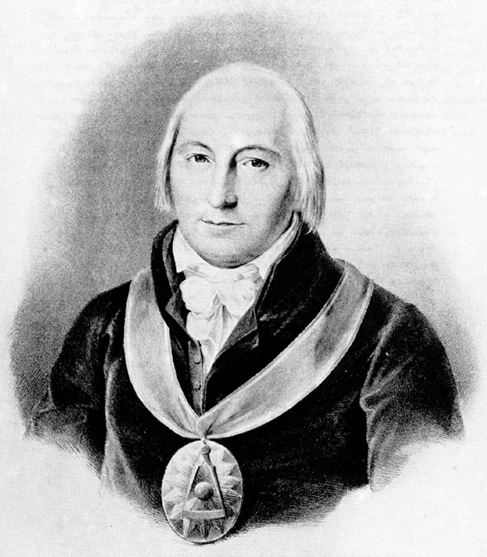
Friedrich Ludwig Schröder

Friedrich Ulrich Ludwig Schröder, född 3 november 1744 i Schwerin, död 3 september 1816 på sitt gods Rellingen i Holstein, var en tysk skådespelare, dramatisk författare och frimurereisk reformator.

## Skådespelare och teaterdirektör
Schröder var som litet barn medlem av ett resande teatersällskap, till vilket såväl hans moder som hans styvfader, Konrad Ernst Ackermann, hörde. Han fick redan som treårig uppträda i roller på scenen. Efter några år sattes han i skola i Königsberg, och 1759, då han fick sammanträffa med sina föräldrar i Schweiz, började han i Solothurn utbilda sig till dansör och skådespelare. Efter styvfaderns död övertog Schröder 1771 tillsammans med sin moder ledningen av teatersällskapet, vilket sedan 1764 varit stationerad i Hamburg. Som skådespelare tillhörde han själv under början av sin bana det komiska facket; men snart ägnade han sig företrädesvis åt tragedin, och genom sin Kung Lear höjde han sig med ens till samtidens förnämste framställare av tragiska roller.
Som teaterföreståndare begränsade han sig inte bara på sina egna arbeten, vilka mer utmärktes genom tekniska än genom poetiska förtjänster, utan främst på översättningar och bearbetningar av företrädesvis engelska original. Det var till exempel hans förtjänst, att Shakespeare infördes på tyska scenen, 1776. Med undantag av en kortare tid, då han gjorde en konstresa och därefter gav gästroller i Wien, förestod Schröder Hamburgteatern till 1798, då han drog sig tillbaka till privatlivet. 1811 övertog han åter ledningen av teatern. Hans Dramatische Werke, med inledning av Ludwig Tieck, utgavs av Eduard von Bülow (4 band, 1831).

## Frimurereisk reformator
Schröder initierades i frimureriet 1774 i logen Emanuel zur Maienblümen och blev logemästare för sin loge 1787. 1814 valdes han till stormästare för Storlogen i Hamburg.
Under 1790-talet utvecklade Schröder en ny ritual som en motreaktion på det höggradsfrimureri som vid tiden utvecklades i Europa. Frimureriet översvämmades av ordensband, prydnader, ceremonier, fantasifulla dräkter och ämbeten. Schröder tyckte denna utveckling var illavarslade och tyckte istället att man skulle söka sig till frimureriets grundvalar.
Schröder försökte återskapa en mer ursprunglig ritual utifrån sin forskning. I ett logearkiv i södra Tyskland fann Schröder en ritual som han menade var den äldsta bevarade, denna tillsammans med Samuel Prichards så kallade "avslöjarböcker" som beskrev den engelska ritualen blev två viktiga källor till Schröderriten.
1801 antog Storlogen i Hamburg och ett stort antal loger ritualen. 

## Biografier över Schröder
- "Friedrich Ludwig Schröder, Beitrag zur Kunde des Menschen und Künstlers" (1819) av Friedrich Ludwig Wilhelm Meyer.
- "Friedrich Ludwig Schröder" (1864) av Brunier
- "Schröder und Getter" (1887) av Berthold Litzmann